# Molossier

Molossier eller molosser (grekiska: Μολοσσοί) var en grekisk stam som bebodde Epirus under antiken. De hade ett eget kungadöme som gränsade mot Illyrien i norr, mot Chaonien i nordväst och mot det thesprotiska kungadömet i söder. Molossierna tillhörde det Epirotiska förbundet fram tills att de blev annekterade av Rom. Enligt Strabon var molossierna tillsammans med thesprotierna och chaonerna de mest kända av de 14 stammarna som bebodde Epirus. Medlemmarna av det molossiska kungahuset ("Aeacidaerna") såg sig som ättlingar till Akilles son Neoptolemus och Andromake. Båda hade sökt sig till området (Epirus) efter Trojas fall. Deras son hette Molossos och var grundaren av molossierna. Den mest kända av den molossiska dynastin var Pyrrhus, men även Alexander den stores mor Olympias kom från det molossiska kungahuset.
Molossierna var under antiken kända för sina hundar som från början användes av fåraherdarna men som senare även kom att användas av både greker och romare till jakt, i strid, och som vakthund (se molosserhund).